# 羅伯特·福特
羅伯特·福特（英語：Robert Bruce "Rob" Ford，1969年5月28日—2016年3月22日），加拿大政治人物和商人，2010年至2014年間擔任安大略省多倫多第64任市長，在此之前和之後曾任多倫多市議會怡陶碧谷北（第二市選區）議員，直至他於2016年去世為止。他於2000年首度當選市議員，並於2003年和2006年的兩屆市選中連任。他的兄長道格·福特曾於2010-14年間出任該選區市議員，後於2018年成為安大略省省長，而兩人的父親老道格·福特（Doug Ford, Jr.）亦曾任安大略省議員。
福特擔任市長期間捲入多項爭議，當中包括於2012年11月被法庭裁定違反安大略省的市政利益衝突法，遭到免職；福特就裁決提出上訴，並於2013年1月25日獲判上訴得直，保住市長一職。此外，他於2013年陷入吸毒和酗酒丑闻後原先否認所有指控，但在多伦多警方介入调查后，福特于同年11月公开承认曾吸食与购买可卡因，他服用快克的影片並在網路上廣傳。然而他拒絕就此辭去市長職位，而多伦多市议会則於同月18日经投票决定将其大部分市长权力转交予副市长诺姆·凯利（Norm Kelly）。
縱受醜聞困擾，福特仍堅持在2014年市選中尋求連任市長，但於同年5-6月請假並暫停競選活動，前往戒毒所接受治疗。同年9月，福特確診患有惡性脂肪肉瘤後退出市長選舉，並改為競逐北怡陶碧谷第二選區市議員，在同年10月舉行的市選中當選。不過隨著他身體狀況的的惡化，他請假進行多次治療後，於2016年3月22日病逝。

## 個人生活
福特於1969年在怡陶碧谷（現為多倫多市一部分）出生，為老道格·福特（Michael Ford）和戴安（Diane）四名子女中的幼子。老道格是當地一家標籤公司的創辦人，該公司年度營業額約為1億加元。羅伯特出生後不久，其家族生意的利潤足以讓一家在怡陶碧谷修建一座有六個睡房的大宅，後院足以容納近千名訪客，並設有泳池。羅伯特後來仍與妻子雷納塔（Renata）、女兒和兒子居於怡陶碧谷。
福特就讀怡陶碧谷的史嘉烈高地中學（Scarlett Heights Collegiate）時曾效力該校的加拿大式足球隊。中學畢業後，他到了渥太華的卡爾頓大學就讀，並成為該校加式足球隊的後備球員；他於一年後退學並返回多倫多，在父親的公司任職營業員。老道格於2006年去世後，福特聯同兄長和母親繼續經營家族生意。
老道格是安大略進步保守黨黨員，並從1995年到1999年擔任怡陶碧谷－含伯選區（Etobicoke—Humber）省議員。老道格去世後，羅伯特仍與安大略進步保守黨和聯邦保守黨的要員保持聯繫。
成年的福特仍熱衷於加式足球。他曾於2001年擔任紐頓布魯克中學（Newtonbrook Secondary School）的校隊教練，但因與該隊其中一名球員發生爭執而離任。他於同年改任當波斯高天主教中學（Don Bosco Catholic Secondary School）的校隊教練；2013年他接受太陽新聞網絡訪問時發表有關該校以及校隊球員的言論，被該校教職員和家長會指與事實不符，因而被多倫多天主教教育局撤職。他曾向當波斯高校隊捐贈2萬元來購買器材，又創立了一個私人基金來資助其他資金短缺的學校球隊。

## 政治生涯

### 市議員
福特於1997年首次參與市議會選舉，競逐京士威-含伯第三選區市議員席位，但屈居第四。在2000年市選中，福特轉戰怡陶碧谷北第二選區並擊敗尋求連任的市議員布朗（Elizabeth Brown），首度晉身市議會。新一屆市議會討論2001年度財政預算案時，福特提出減少每名市議員的辦公室預算，包括廢除租用轎車和俱樂部會員費用的補貼；福特在往後年間亦經常將討論焦點集中於市議員開支。另一方面，福特亦甚少開公數，在進行市議員職務時的花費多數是以他自己的薪金支付。他出任市議員後首年只申報了10元開支，第二年更只得4元。
福特亦以其親民作風見稱，經常親自回覆市民的電話留言。2005年，多倫多本地電臺AM 640一名記者在市政府辦公時間過後致電多名市議員，舉報街上的路洞；該記者只獲得三名市議員親自回覆致電，當中包括在一日之内回覆留言的福特。
在2003年和2006年的市選中，福特分別以80%和66%的得票率順利連任第二選區市議員。

### 參選市長

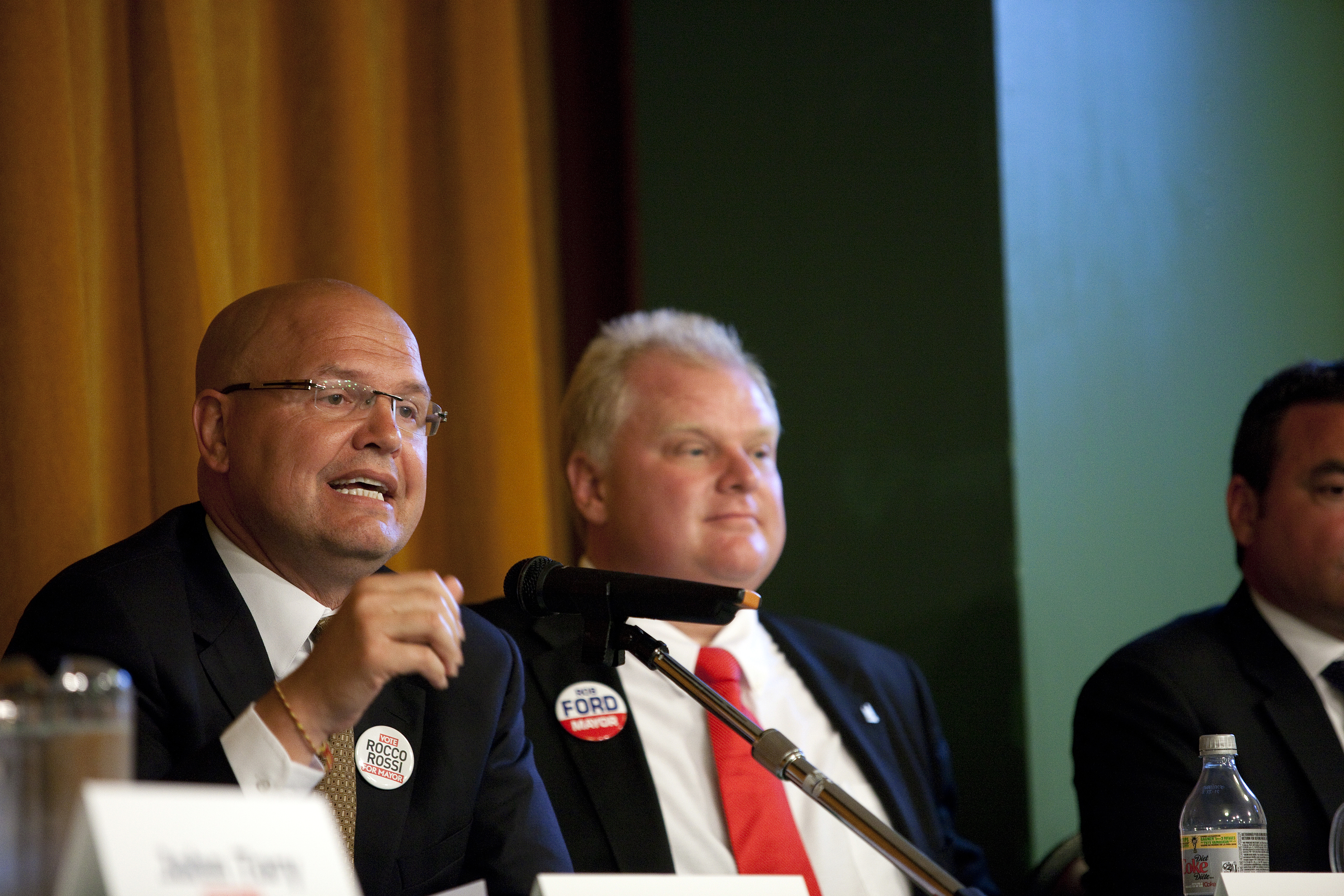
羅樂高（左）和福特出席2010年市長選舉辯論

福特於2010年3月26日宣佈在同年舉行的市選中角逐多倫多市長一職。他的政綱包括廢除時任市長苗大卫引入的汽車號牌登記費和土地轉讓費，以及將多倫多公車局（TTC）旗下的公共交通服務列為必要服務，以免公共交通雇員罷工。他又承諾在削支的同時不會削減市政府所提供的服務。福特競選的主調為終結市政府不必要的開支，並以「尊重納稅人」（“respect for taxpayers”）和「終止肥缺」（"Stop the Gravy Train"）為口號。
據一項於2010年9月19日發表的民調顯示，在已決定投票意向的選民中，福特的支持度為45.8%排行第一，大幅抛離排行第二的史振民（21.3%）。踏入10月，隨著另外兩位候選人退選，史振民的支持度亦告上升。在10月18日公佈的另一項民調中，福特的支持度為41%，只些微領先史振民；但在10月22日公佈的另一項民調中，福特的支持度則比史振民高8個百分點。
在2010年10月25日舉行的多倫多市長選舉中，福特以47.114%的得票率壓倒獲得35.607%選票的史振民，當選市長。

### 市長任期

#### 財政
2010年市選過後，新一屆多倫多市議會在首場會議中通過取消前任市長苗大衛引入的汽車號牌登記費（60加元），2011年1月1日起生效，福特亦兌現首項競選承諾。2011年度的財政預算案為平衡預算；市府動用了2010年度的盈餘和儲備款項來避免加稅。TTC本來打算加車費，但在福特反對下取消。

#### 公共交通

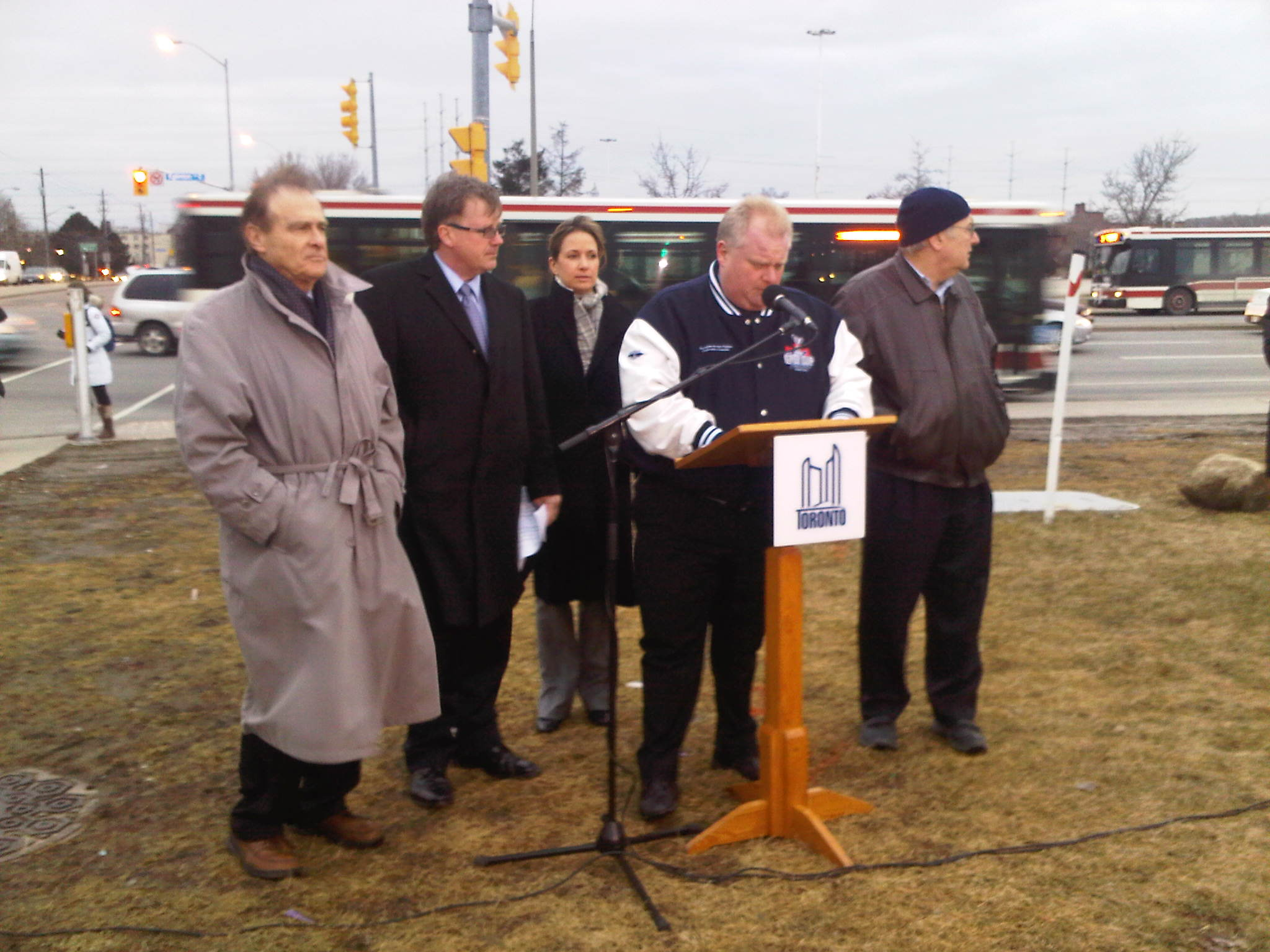
2012年2月，福特在士嘉堡談及在該區伸建地鐵的計劃

前任市長苗大衛任内制定了「公共交通城」（Transit City）計劃，獲省政府撥款約80億元在市内興建數條路面輕鐵線，務求以較地鐵線低廉的造價來應對市内的交通問題，當中雪柏大道東輕鐵線於2009年末動工。福特上任後卻喊停「公共交通城」計劃，將公共交通發展重點改回地下鐵路，並於2011年獲省政府同意將該筆撥款轉作全面地下化艾靈頓輕鐵之用。興建中的雪柏大道東輕鐵線亦於2011年4月停工；福特計劃將雪柏地鐵線東延來取代該輕鐵線，但此地鐵延線所需的40億元資金則需由市政府自行籌措。福特表示市政府會以公私合夥模式（public-private partnership）來集資興建此延線，但沒有提供具體的融資細節。此外，市政府因終止「公共交通城」計劃而需賠償承建商和供應商最少4900萬元。
兩級政府就艾靈頓輕鐵線全面地下化所簽署的諒解備忘錄還需獲多倫多市議會通過，但市議會於2012年2月的會議中卻以25票對18票通過由TTC主席絲汀茲（Karen Stintz）提出，將艾靈頓輕鐵線部分路段移回地面的方案，並將此方案所能節省的資金在芬治大道興建另一條輕鐵線。市議會亦同時通過成立外部專家小組來研究應該在雪柏大道東興建地鐵或輕鐵。小組於同年3月向市議會提交報告，建議在雪柏大道東興建輕鐵線，市議會亦以24票對19票接納此建議。
福特雖然未能全面落實其地鐵大計，但市議會則於2013年通過取消士嘉堡輕鐵的修復和延伸項目，並改為將布魯亞－丹佛地鐵線從現有東端總站堅尼地站伸延至士嘉堡中心站，以取代士嘉堡輕鐵。地鐵延伸項目預算較原本的輕鐵修復和延伸項目多11億元，市議會因此提出增加物業稅0.5%以籌措經費；福特雖然一貫反對加稅，但為了促成地鐵延伸項目亦改為支持加稅。

#### 利益衝突爭議
2010年8月，多倫多市操守專員利珀（Janet Leiper）就福特擔任市議員期間的操守向市議會提交報告。事緣當年3月，福特使用印有其市議員職銜及多倫多市政府標誌的信紙撰寫募捐信，為其私人基金籌款以資助有需要的中學加式足球隊。操守專員裁定福特違反市議會行為守則，並著福特退還他籌得的3150元。操守專員在報告中指出向福特捐款的包括說客及其客戶，以及一家與多倫多市政府有商業往來的公司
2010年8月25日，市議會就操守專員的報告展開辯論，並就福特應否退還捐款投票，結果為26票贊成，10票反對。時任市議會議長寶仙（Sandra Bussin）向福特表示他若參與辯論和投票的話有可能構成利益衝突，但福特仍照樣參與。福特到2012年2月還未退還捐款，市議會就此在同月7日再次開會，福特亦有參與這次辯論和投票。這次投票卻推翻上次投票的結果，福特無需還款。
2012年3月，多倫多市民馬格德（Paul Magder）入稟法庭，指福特在同年2月市議會會議的舉動違反了安大略省的市政利益衝突法；安省法院於同年9月5日開審此案。馬格德的代表律師魯比（Clayton Ruby）指出福特就與他本人財務利益有關的議題上發言和投票是明顯違反了市政利益衝突法第5章第1條，並以同法第10章第1條向法庭申請免除福特在市議會的職務。福特辯稱市政利益衝突法並不適用於多倫多市議會的行為守則，又指多倫多市議會著他還款的動議為越權的表現，動議因此無效。他又謂涉案金額微不足道，而自己是判斷錯誤而非故意犯法。
多倫多市政府向新上任的市議員派發的手冊中有一段講述利益衝突，但福特在庭上表示自己從未閲讀該手冊，也沒有閲讀市政利益衝突法的内容。他也沒有參與有關利益衝突情況的市議會培訓課程。
法官哈克蘭（Charles Hackland）於2012年11月26日公佈裁決，裁定福特違反市政利益衝突法並免去他的職務；裁決在14日後生效。福特已申請暫緩執行判決和提出上訴；法庭於同年12月5日批准福特在上訴期間留職。福特若上訴失敗而遭免職的話，市議會可委任一名任期於2014年（即下屆市選）屆滿的署理市長，或舉行市長補選讓市民抉擇。
裁決就福特能否在當屆市議會任期内參與市長補選有模糊之處，多倫多市政府的律師更一度指出福特不能參與市長補選。哈克蘭法官於2012年11月30日就裁決作出澄清，指福特可參與在2014年前舉行的市長補選。
法庭於2013年1月7日就福特的上訴展開聆訊，並於同月25日宣佈裁決，裁定福特上訴得直，得以留任市長。

#### 被揭吸毒、權力被削
2013年5月16日，美國網站「Gawker」宣稱有人向其兜售福特疑似吸食霹靂可卡因的短片。該網編輯聲稱他曾觀看該短片，並描述片中福特一手持著玻璃管，另一手持著點火機，然後點著管筒並呼入氣體；而翌日兩名《多倫多星報》記者亦聲稱他們曾觀看該短片。5月17日，福特否認他曾吸毒的指控。5月23日，「Gawker」宣稱與短片持有人失去聯絡。福特的幕僚長圖伊（Mark Towhey）於同月24日被解僱，而福特在市政府的工作團隊中另外五名成員亦在往後兩星期内先後離職。
2013年10月31日，多倫多警察總長布萊爾（Bill Blair）在記者會中表示看過一段短片，内容與媒體早前報道中所提及的片段有所吻合（“consistent with those previously reported in the press”），又稱他可肯定地說市長福特在該短片中出現（“It's safe to say the mayor does appear in the video”）。布萊爾稱警方在同年6月展開代號「旅客」（“Traveller”）的行動，拘捕多名涉嫌販毒人士，並檢獲一批電子器材；上述短片在其中一個硬盤中發現，雖然該檔案早前被刪除，但警方成功將之復原。福特在同日表示自己無意下臺。
同年11月5日，福特公開承認曾吸食霹靂可卡因，但否認自己是癮君子。被記者問及他為何事隔數月才承認吸毒，他稱自己沒有說謊，是記者沒有問對問題。他於同日向媒體發出聲明，就事件向多倫多市民道歉，並重申打算在2014年市選中競逐連任市長。
11月13日，福特在市議會被市議員黃旻南（Denzil Minnan-Wong）質詢時承認在過去兩年之内曾購買毒品；市議會在同日會議以37票對5票通過要求福特休假，又以相近比數通過要求他就疑似吸毒片段不存在一事道歉，以及要求他全面配合警方調查。同日葉素斯列特（Ipsos Reid）發表一項民調，41%受訪多倫多市民認為福特應辭職並退出政壇，另外35%則認為他應休假並等待翌年市選才捲土重來。
市議會在11月中通過多項動議，削弱福特的權力。11月15日，市議會以39票對3票通過移除福特委任和撤掉市議會各委員會主席以及委任和撤掉副市長的權力，並以40票對2票通過移除福特在緊急狀態下管治多倫多市的權力，但他仍有權頒佈緊急狀態。市議會再於同月18日通過削減福特的辦公室預算，並將大部分預算開支移交副市長凱利，又剝奪福特制定市議會議事章程中的關鍵事項以及為公民任命委員會填補空缺等權力。福特對此甚表不滿，指市議員此等行徑如同「政變」，又將之與1990年伊拉克入侵科威特作比較。
2014年4月30日，《環球郵報》獲取一張短片截圖；該短片據稱攝於同月26日，片中福特疑似從一支長管呼入氣體。同日另一段福特講話錄音曝光；錄音中福特疑似向市議員及市長候選人絲汀茲（Karen Stintz）作出涉及性猥褻的言論。福特於當晚發表聲明，指自己有酗酒問題，因此決定從市政府告假並暫停他角逐連任市長的競選活動以尋求專業協助。他原本計劃前往芝加哥一所治療中心，但抵達當地後卻折返加拿大，最終到了安大略省巴拉鎮（Bala）的GreeneStone復康中心接受治療，完成治療後於同年6月30日復職。

## 罹患腫瘤、逝世
2014年9月10日，福特因腹痛送進含伯河地區醫院（Humber River Regional Hospital）。該院行政總監當晚向媒體表示電腦斷層掃描顯示福特的腹部長了腫瘤，而福特則於翌日轉送多倫多市中心的西乃山醫院作進一步檢查。同月12日，福特在市選候選人報名截止期限前退出市長選舉，改為競逐怡陶碧谷北第二市選區議員；其兄長道格·福特則取代他角逐市長職位。同月17日，福特在西乃山醫院的主診醫生證實他患上惡性脂肪肉瘤（malignant liposarcoma），並謂福特將接受化療。
在2014年10月27日舉行的市選中，福特以58.9%的得票率再度當選怡陶碧谷北第二市選區議員，但道格·福特則以33.7%的得票率敗於莊德利（得票40.3%），無緣為福特家族保著市長寶座。
福特接受化療和放射性治療後，於2015年5月進行腫瘤切割手術。福特於同年10月初公開表示他的惡性腫瘤已全部清除；然而他在數星期後確認膀胱患有另一惡性腫瘤。他其後再接受數輪化療，但沒有成效。
2016年3月22日，福特家人透過他的幕僚長丹·雅各布斯（Dan Jacobs）發表聲明，宣佈羅伯特·福特已於同日去世，終年46歲。福特的靈柩在同月28日和29日停放於多倫多市政廳供民眾憑弔，喪禮則於同月30日中午在聖占士大教堂舉行，而福特家人亦於30日傍晚在怡陶碧谷的多倫多會議中心（Toronto Congress Centre）舉行公眾追思會。福特的遺體葬於怡陶碧谷的河邊墓園（Riverside Cemetery）。

## 外部連結
- （英文）Rob Ford profile on City of Toronto website （页面存档备份，存于）－多倫多市政府官方網站 福特市長簡介